# Talamér
A Talamér régi magyar személynév, ami a szláv Dalimir névből ered, aminek a jelentése távol + béke.

## Gyakorisága
Az 1990-es években szórványos név, a 2000-es években nem szerepel a 100 leggyakoribb férfinév között.

## Névnapok
- január 5.[2]
- július 15.[2]